# Устиновка (остановочный пункт, Свердловская железная дорога)
Усти́новка — остановочный пункт Екатеринбургского региона Свердловской железной дороги на межстанционном перегоне Лопатково — Туринск-Уральский. Расположен в деревне Устиновке Туринского района Свердловской области.

## Название
Современное название остановочного пункта Устиновка связано с его расположением у одноимённой деревни. Данное название присвоено приказом ОАО «РЖД» от 10.10.2022 № 59 и изданным на его основе приказом Росжелдора от 11.11.2022 № 608 в ходе кампании по присвоению наименований безымянным остановочным и раздельным пунктам Свердловской железной дороги (как правило, именуемым по километражу тех или иных железнодорожных веток). Приказ Росжелдора вступил в силу через 14 дней с момента подписания.
Ранее остановочный пункт назывался 228-м километром (228 км) по километражу устье-ахинского направления от станции Шарташ в городе Екатеринбурге.
Мероприятия по переименованию в рамках вышеупомянутой кампании проводились ещё с 2020 года.

## Географическое положение
Остановочный пункт Устиновка находится на 228-м километре километре железнодорожной ветки Шарташ — Егоршино — Устье-Аха, на перегоне Лопатково — Туринск-Уральский. Железная дорога в данной местности проходит с юго-запада на северо-восток.
Остановочный пункт расположен в юго-западной части Туринского района и Туринского городского округа (границы района и городского округа полностью совпадают), к северо-востоку от областного центра Екатеринбурга, к юго-западу от районного и окружного центра Туринска, на юге деревни Устиновки. Примерно тремястами метрами северо-восточнее остановочного пункта Устиновка (на туринском направлении дороги) находится мост через реку Устиновку — правый приток Чубаровки. Примерно восемьюстами метрами юго-западнее остановочного пункта проходит граница Туринского района (и городского округа) с соседним Ирбитским районом (и муниципальным образованием).
Остановочный пункт Устиновка и участок железной дороги в данном месте окружены землями 22-го, 23-го и 24-го кварталов урочища совхоз «Назаровский» Туринского участкового лесничества Туринского лесничества.

## Пригородные перевозки
Остановочный пункт Устиновка находится на однопутном неэлектрифицированном участке Егоршино — Тавда. Здесь останавливаются пригородные поезда, курсирующие на данном участке в обоих направлениях. Вокзала и билетных касс в Устиновке нет.

### Электронные ресурсы
1. 1 2 3  Остановочный пункт 228 км. Фотолинии — Railwayz.info. Дата обращения: 29 марта 2023. Архивировано 29 марта 2023 года.
2. 1 2 3  Павел Яблоков. Новые имена: Свердловская железная дорога продолжила замену «номерных» платформ звучными топонимами. tr.ru (22 ноября 2022). Архивировано 24 марта 2023 года.
3. 1 2  Данные получены при помощи картографического сервиса Яндекс Карты.
4. ↑  Лесохозяйственный регламент Туринского лесничества Свердловской области (недоступная ссылка)
5. ↑  Устиновка — остановочный пункт — Точка-на-Карте. Дата обращения: 29 марта 2023. Архивировано 29 марта 2023 года.